# ایلینوی
ایلینوی (به انگلیسی: Illinois) از ایالت‌های غرب میانه آمریکا است. پایتخت آن اسپرینگ‌فیلد و شهر مهم آن شیکاگو است.
ایلینوی یکی از دموکرات‌ترین ایالت‌های آمریکا شناخته می‌شود چرا که در نیم قرن اخیر همواره حزب دمکرات آمریکا پیروز انتخابات‌های این ایالت بوده‌است. نام این ایالت از واژهٔ سرخ‌پوستی (Illiniwek) به معنای «مردمان خوب» اقتباس شده‌است.

## جغرافیا
ایالت ایلینوی از ایالات غرب میانه کشور آمریکا به حساب می‌آید. این ایالت از سمت غرب با ایالت‌های آیووا و میزوری؛ از سمت شرق با ایالت ایندیانا، از سمت شمال با ایالت ویسکانسین، از سمت جنوب با ایالت کنتاکی و از سمت شمال‌شرقی و به‌وسیله دریاچه میشیگان با ایالت میشیگان مرز مشترک دارد. مساحت ایالت ایلینوی در حدود یکصد و پنجاه هزار کیلومترمربع و جمعیت آن تقریباً دوازده میلیون و چهارصد هزار نفر می‌باشد. پایتخت ایالت ایلینوی شهر اسپرینگ‌فیلد بوده و شهر شیکاگو بزرگ‌ترین و معروفترین شهر این ایالت است.

## اقتصاد
اقتصاد این ایالت بر پایه شرکت‌های مهمی همچون نویستار، کاترپیلار، جان دیر و شرکت هواپیمایی بوئینگ بوده و از تولید ناخالص داخلی بالایی برخودار می‌باشد.
در سال ۲۰۱۲، این ایالت تولید ناخالص داخلی برابر با ۷۵۱٬۰۹۴ میلیارد دلار داشت، که رقمی تقریباً برابر با تولید ناخالص داخلی کشور هلند (۷۷۰٬۰۶۰ میلیارد دلار) بود.

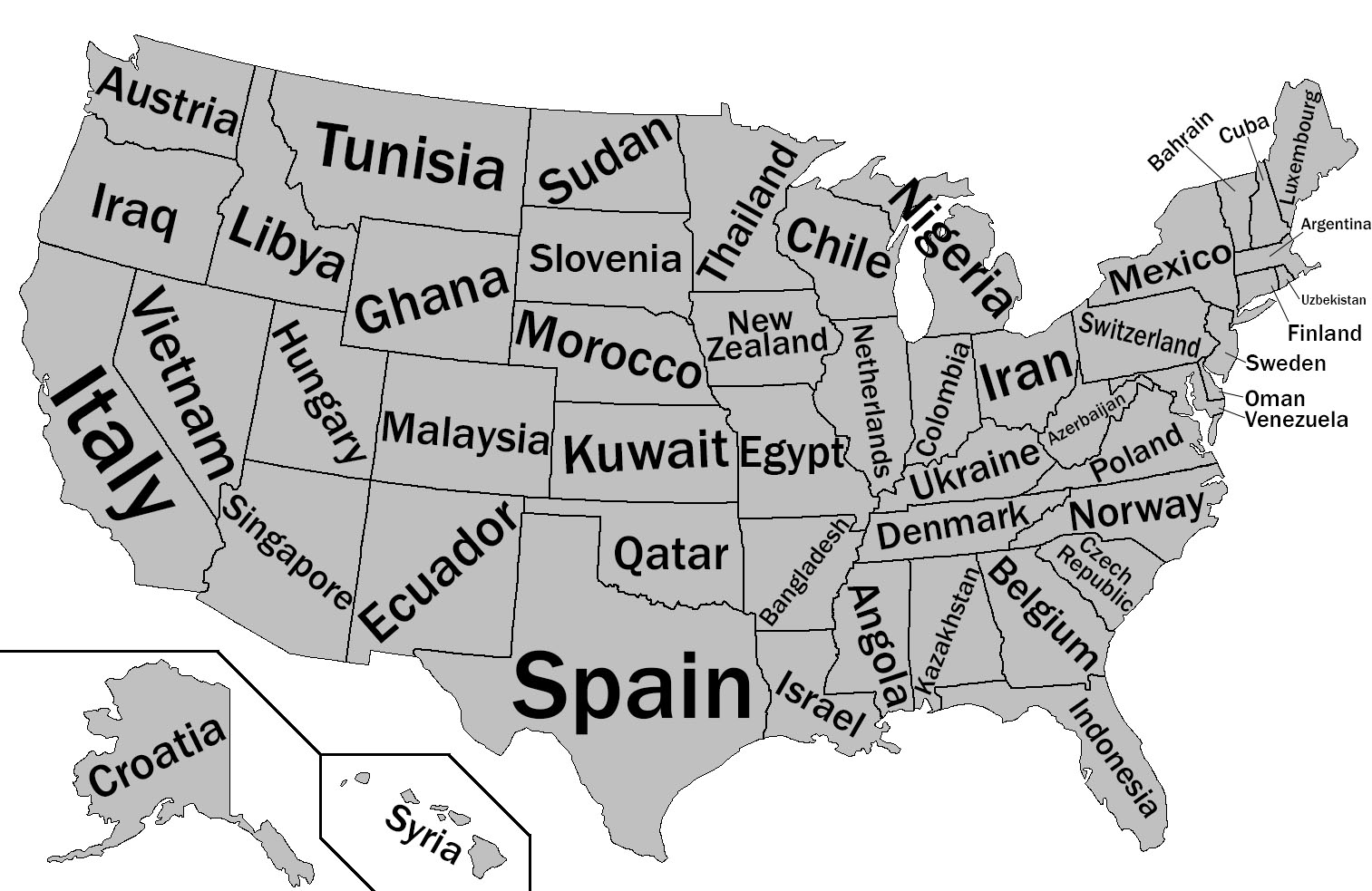
مقایسهٔ تولید ناخالص داخلی ایالت‌های آمریکا با کشورهای دیگر در سال ۲۰۱۲. ایالت ایلینوی در این سال تولید ناخالصی اش قابل مقایسه با کشور هلند بوده‌است.

## مراکز علمی
مراکز پژوهشی بزرگی همچون آزمایشگاه ملی آرگون و فرمی نیز در این ایالت قرار دارند. همچنین تعدادی از دانشگاه‌های مهم و برتر خصوصی و دولتی آمریکا در ایالت ایلینوی قرار دارند. دانشگاه‌های خصوصی مهم عبارتند از:
- دانشگاه شیکاگو
- دانشگاه نورت‌وسترن
- مؤسسه فناوری ایلینوی
- دانشگاه لویولا شیکاگو

موسسات آموزش عالی عمومی عبارتند از:
- دانشگاه ایلینوی در اربانا-شمپین
- دانشگاه ایلینوی در شیکاگو
- دانشگاه ایلینوی جنوبی
- دانشگاه ایلینوی شمالی
- دانشگاه ایلینوی غربی

## مشاهیر
از افراد مشهور این سرزمین می‌توان این افراد را نام برد.
- رونالد ریگان
- باراک اوباما
- هیلاری کلینتون
- والت دیزنی
- ارنست همینگوی
- انتان لاوی
- سی‌ام پانک
- رابرت میلیکان
- جین کروپا
- دونالد رامسفلد
- جیلین آندرسون
- ری بردبری
- مایلز دیویس
- هریسون فورد
- باب ادنکیرک
- فرانسیس مک‌دورمند
- بابی فیشر

## مراکز گردشگری
از مهم‌ترین جاذبه‌های گردشگری این ایالت تپه‌های کاهوکیا که در جنوب این ایالت قرار دارند را می‌توان نام برد.

## وبگاه به خارج
- اتاق بازرگانی شهر شیکاگو
- آزمایشگاه ملی آرگون
- متن منتشرهٔ فرماندار ایالت ایلینوی بمناسبت گرامیداشت دکتر محمد مصدق

## نگارخانه

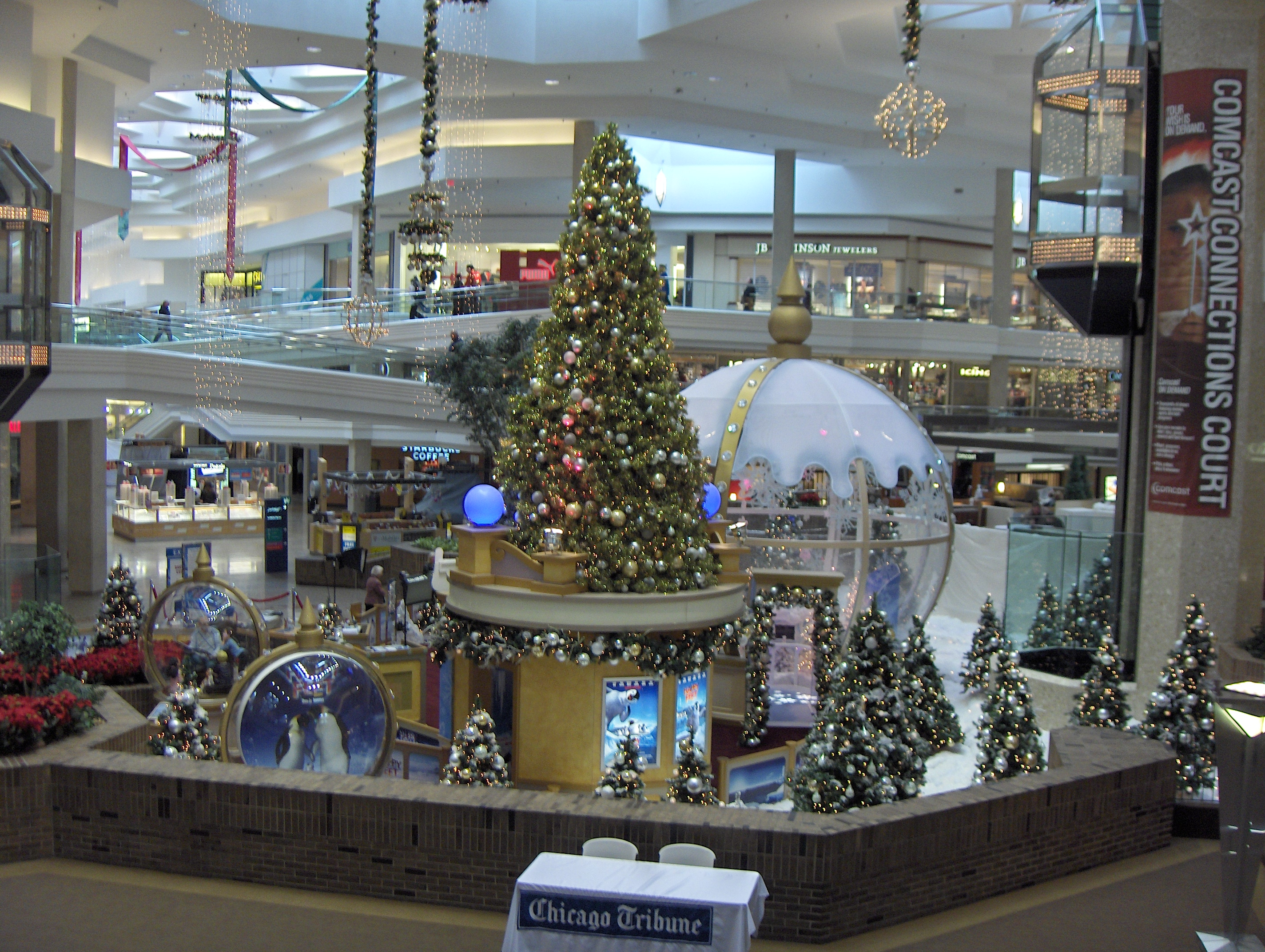
یک مرکز خرید
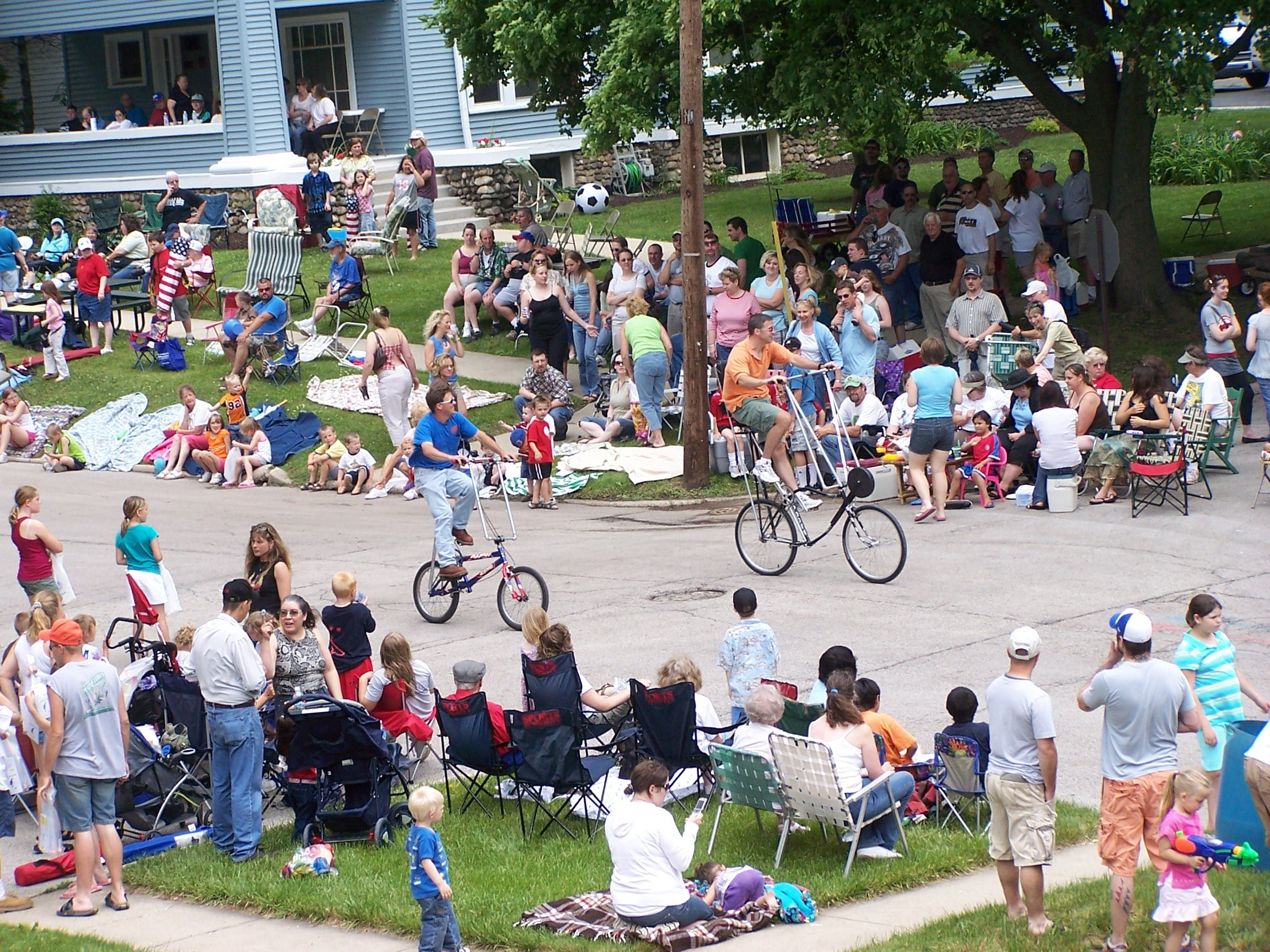
یک روز جشن عمومی
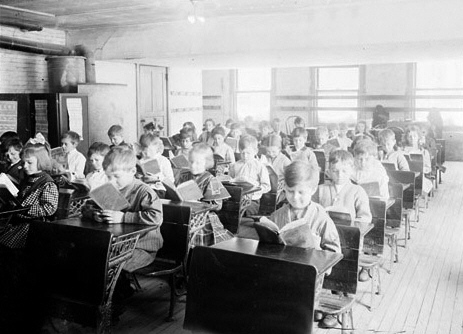
یک کلاس درس در ۱۹۱۱
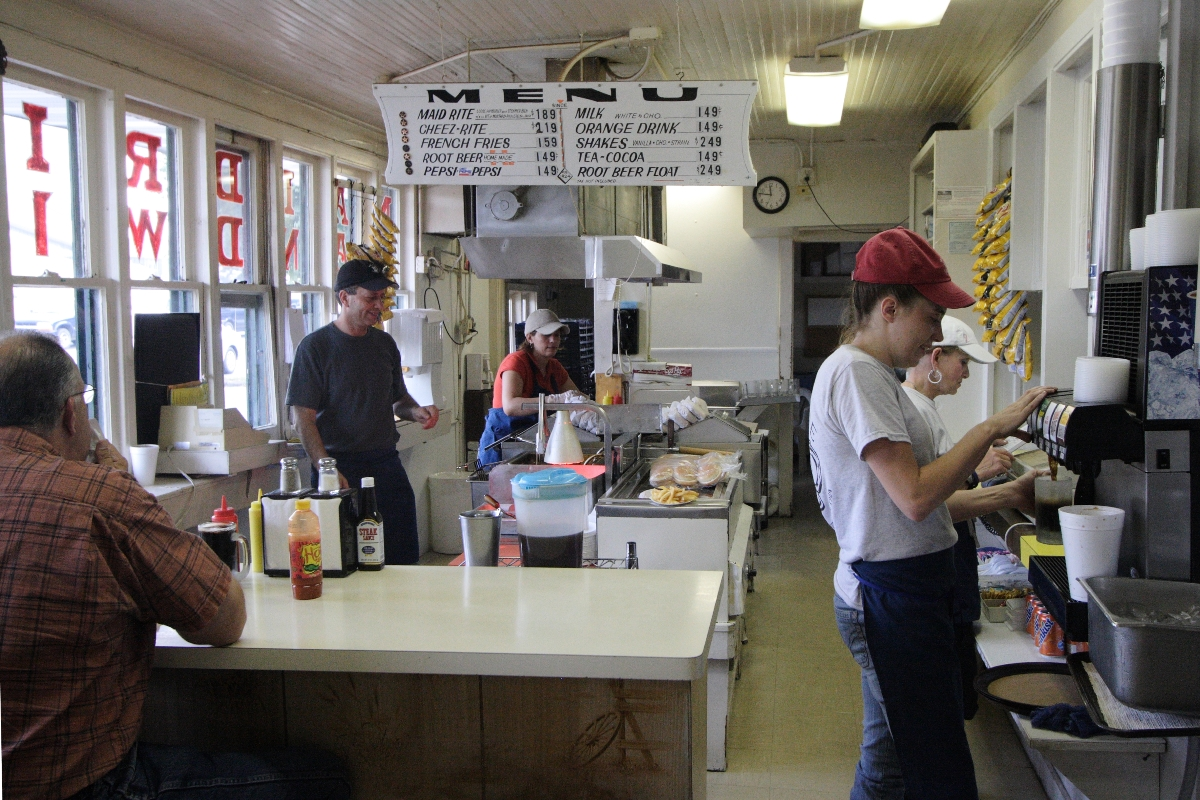
یک ساندویچی در ایلینوی
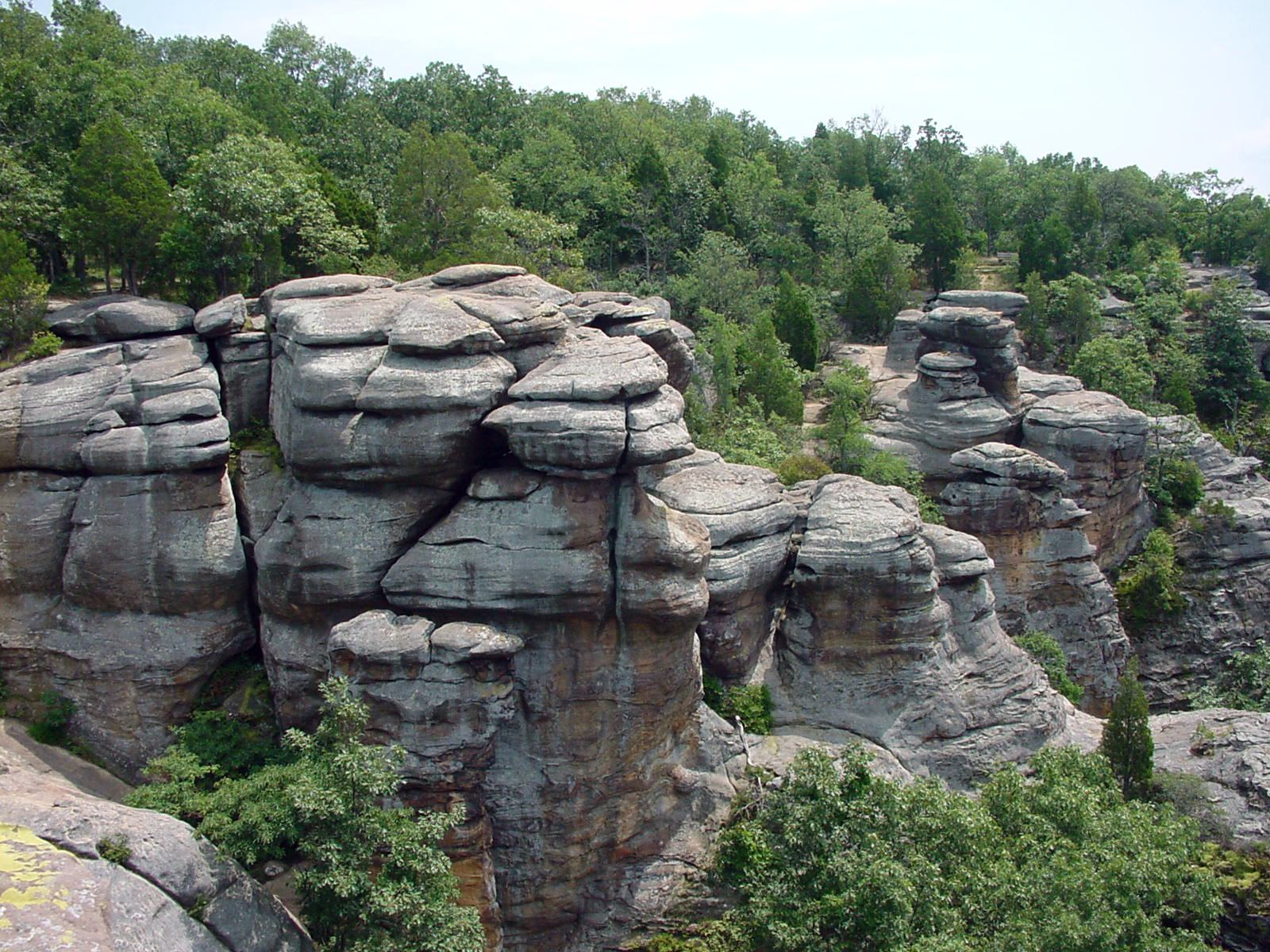
طبیعت ایالت ایلینوی در جنگل ملی شاونی
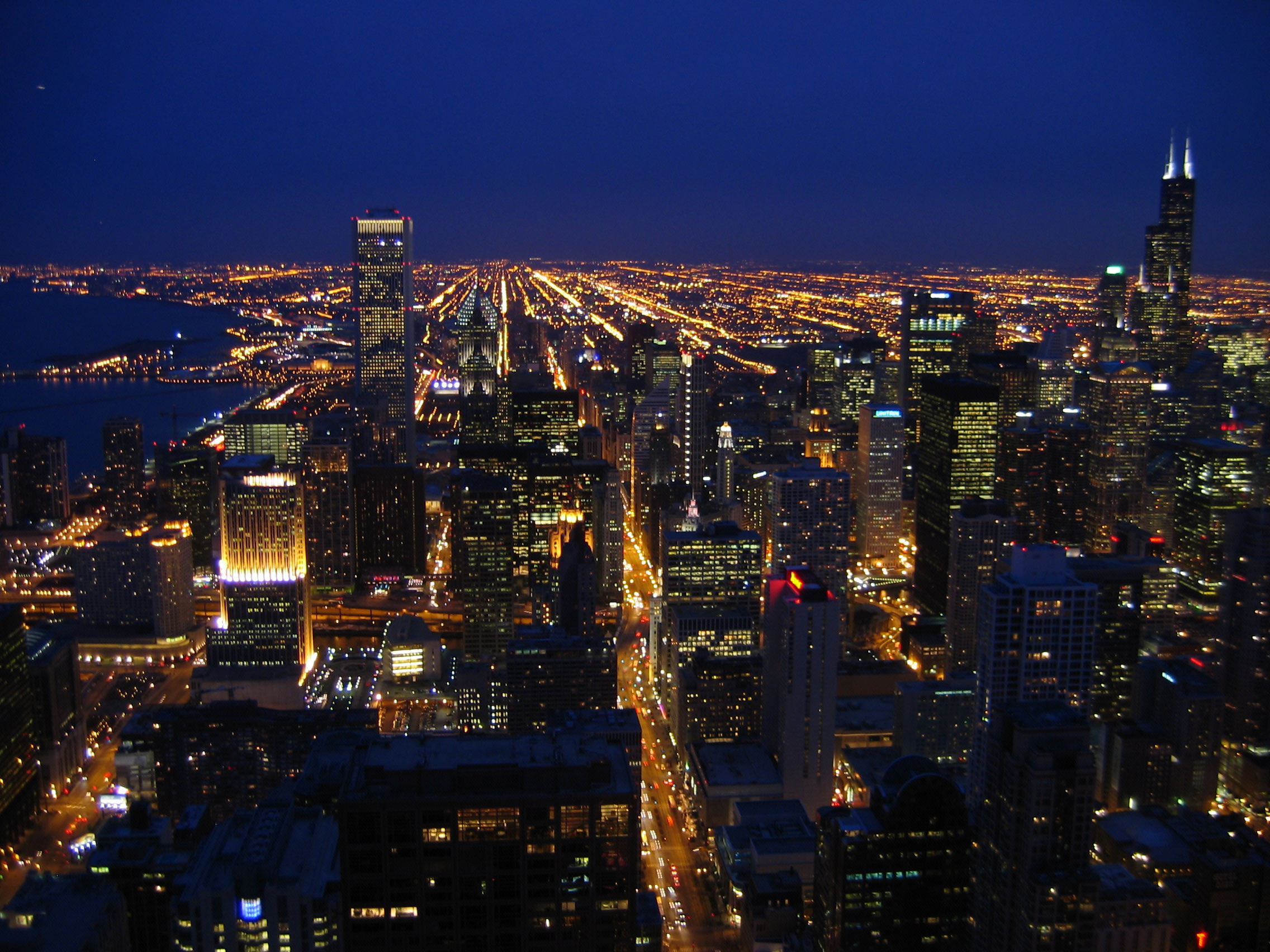
شهر شیکاگو